# Strakov
Strakov är en ort i Tjeckien.   Den ligger i regionen Pardubice, i den östra delen av landet, 140 km öster om huvudstaden Prag. Strakov ligger 438 meter över havet och antalet invånare är 224.
Terrängen runt Strakov är platt västerut, men österut är den kuperad. Runt Strakov är det ganska glesbefolkat, med 50 invånare per kvadratkilometer. Närmaste större samhälle är Svitavy, 14,3 km sydost om Strakov. I omgivningarna runt Strakov växer i huvudsak blandskog.